# سارا راين
سارا راين (بالإنجليزية: Sara Ryan)‏ (13 نوفمبر 1971 في الولايات المتحدة)؛ أمينة مكتبة، كاتِبة، كاتبة للأطفال وروائية أمريكية.